# Impression en couleur
L’impression en couleur est la reproduction de textes et d’images à plusieurs exemplaires par tout procédé d’imprimerie, avec au moins deux couleurs différentes, par opposition à une impression en une seule couleur ou « monochromie ». Les principes d’impression sont toujours les mêmes mais les techniques de sélection des différentes couleurs peuvent être complexes. L’impression en couleur remonte aux premiers âges de l’imprimerie puisque le Psautier de Mayence, premier incunable imprimé en trois couleurs (noir, rouge et bleu) par Peter Schöffer et Johannes Fust en 1457 et 1459, a probablement été entrepris dans l’atelier de Gutenberg. Aujourd’hui l’impression en couleur est pour l’essentiel réalisée en quadrichromie, c’est-à-dire avec les trois couleurs primaires : cyan, magenta et jaune (selon le principe de la synthèse soustractive) plus le noir.

## Histoire
Bien avant l’invention de l’imprimerie (au sens occidental), on utilisait des procédés de mise en couleur de motifs sur des étoffes, d'abord en Asie de l'Est puis en Europe, à partir de blocs de bois gravés en relief. La surface gravée était encrée et appliquée sur le tissu, en répétant l’opération pour couvrir tout ou partie de la pièce. On pouvait se servir de plusieurs motifs pour appliquer successivement des couleurs différentes. Le procédé s’appliqua ensuite à l’impression sur papier, donc à l’illustration, d’abord d’images uniques dans un vaste registre de sujets d’imagerie populaire tels que les images de piété. Pendant très longtemps on se contente d’imprimer en noir, les couleurs étant apposées manuellement au moyen de pochoirs (c’est le cas pour les cartes à jouer). Les blocs de bois servent à ajouter des couleurs sur des gravures sur bois, mais aussi sur des gravures au burin ou des eaux-fortes.  
Au Japon, l’estampe colorée, le nishiki-e, est d’abord monochrome, mais son succès à partir de 1760 amène à lui adjoindre de plus en plus de couleurs, appliquées avec des blocs de bois, donnant lieu à de nombreux styles en fonction des couleurs employées.
Avec le développement de l’eau-forte et des différentes techniques associées, on peut passer du trait (la couleur pure dans toute son intensité, sans nuances) aux valeurs et aux dégradés, sans avoir à passer par le pis-aller des hachures.
Le graveur allemand Jacob Christoph Le Blon (1667-1741) met au point une technique de gravure en couleur en manière noire (mezzotinto), utilisant trois ou quatre plaques avec les couleurs primaires, préfigurant la quadrichromie moderne. La séparation des couleurs se fait arbitrairement, au prix de nombreux essais et tâtonnements, mais on arrive ainsi à une gamme étendue de couleurs. Son élève néerlandais Jan l'Admiral ramène cette technique à Amsterdam et la perfectionne.
Au début du XIXe siècle, la lithographie offre également, avec plus de facilité encore, la possibilité de jouer sur les valeurs. Le lithographe français Godefroy Engelmann travaille sur la couleur et crée la chromolithographie en perfectionnant les techniques d’impression et de repérage, toujours en se basant sur le principe des trois couleurs primaires. Aux États-Unis, d’autres lithographes, comme Louis Prang, travaillent dans le même sens. En 1845, Louis-Joseph-Isnard Desjardins invente un procédé de gravure en couleurs, la « chromotypographie ».

## Principes
L’impression, quelle qu’elle soit, revient à déposer au moyen d’une forme imprimante une très fine couche d’encre sur un support plan de couleur blanche ou très claire, majoritairement du papier. Sauf cas particuliers, le blanc est la couleur du support et n’est pas considéré comme une couleur. Telle quelle, l’encre a une couleur définie, sans nuances ni variations. Pour imprimer du texte ou des images, on utilise le plus souvent une encre noire, qui offre les meilleurs contraste et lisibilité sur un support blanc (une impression en noir sur blanc est donc une impression en « une couleur » ; il est évident qu’on peut remplacer l’encre noire par  toute autre couleur, et rester dans une impression « monochrome »).

À partir d’une deuxième couleur, comme les initiales en rouge d’un texte composé en noir, se pose la question du tirage en plusieurs exemplaires. L’ensemble d’une composition typographique est généralement encré en totalité, d’abord à la main au moyen de balles, puis avec des rouleaux, enfin mécaniquement. Il est difficile dans ces conditions d’encrer une page entière, tout en réservant et encrant dans une autre couleur des caractères isolés : c’est pourtant la méthode employée pour le Psautier de Mayence, ce qui représente une somme énorme de travail. Plus tard, on imprimera séparément chaque couleur : ceci implique de composer très précisément les différentes parties et de repérer le positionnement des feuilles, de manière que les couleurs soient exactement à leur place. La même feuille passe donc sous la presse autant de fois qu’il y a de couleurs.

Recherche par essais successif pour obtenir le tirage en couleur souhaité.
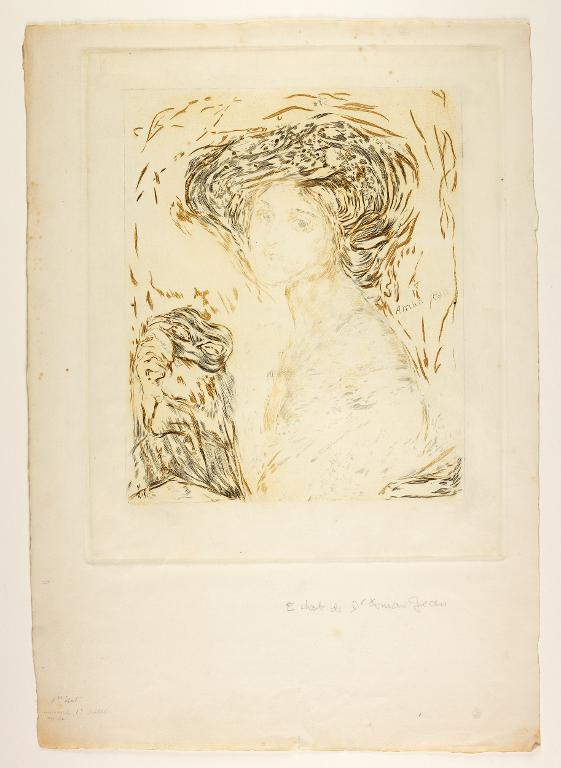
Pointillés
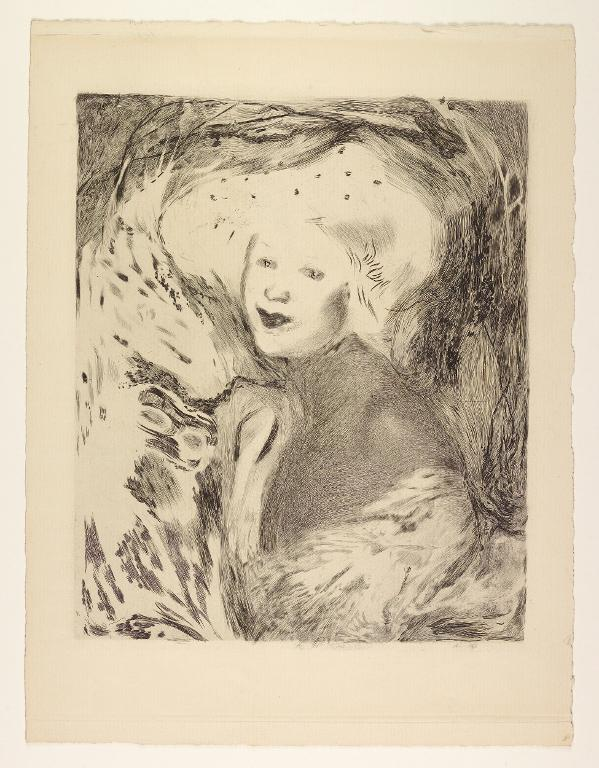
gris 1
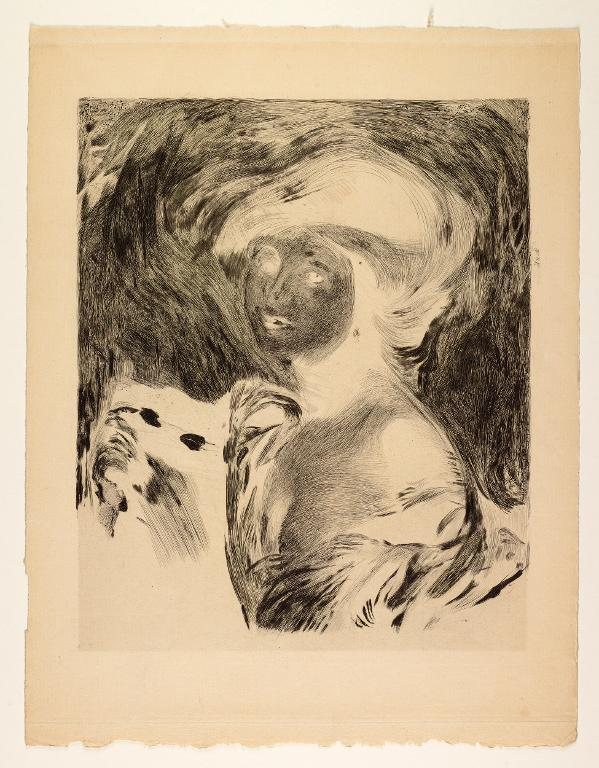
gris foncé
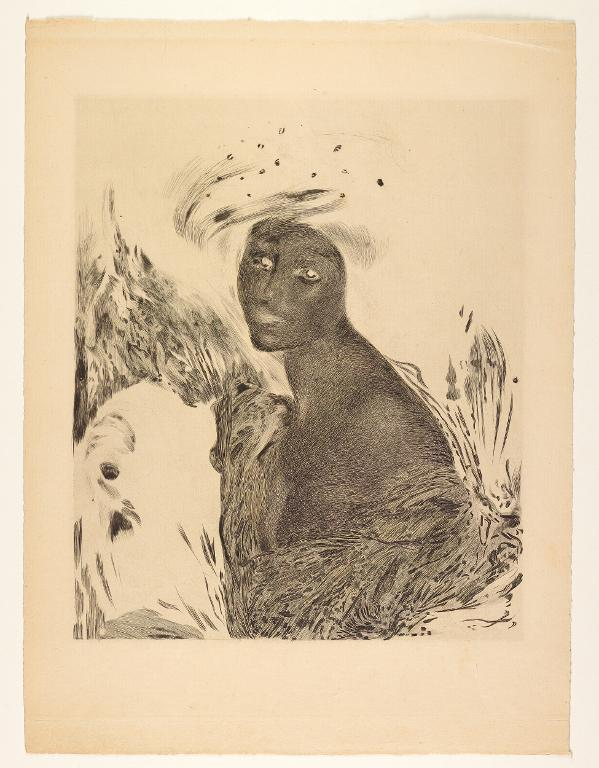
gris modelé
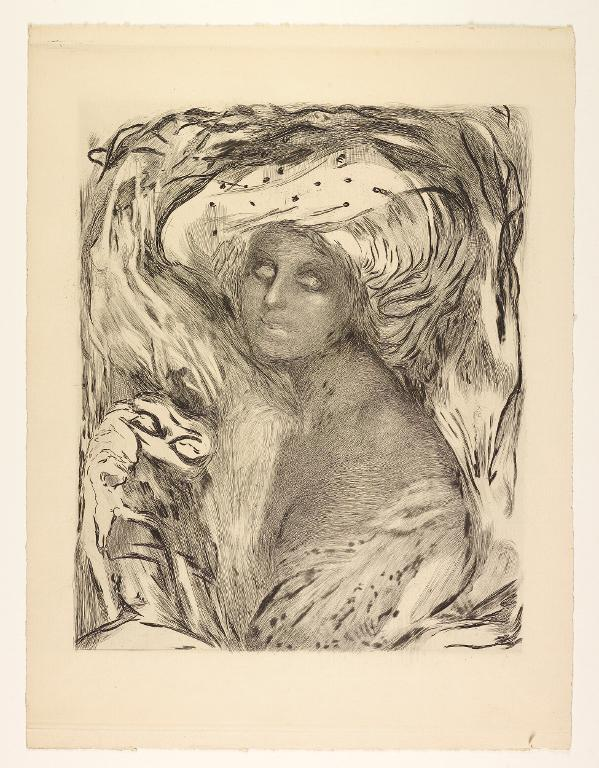
un autre gris
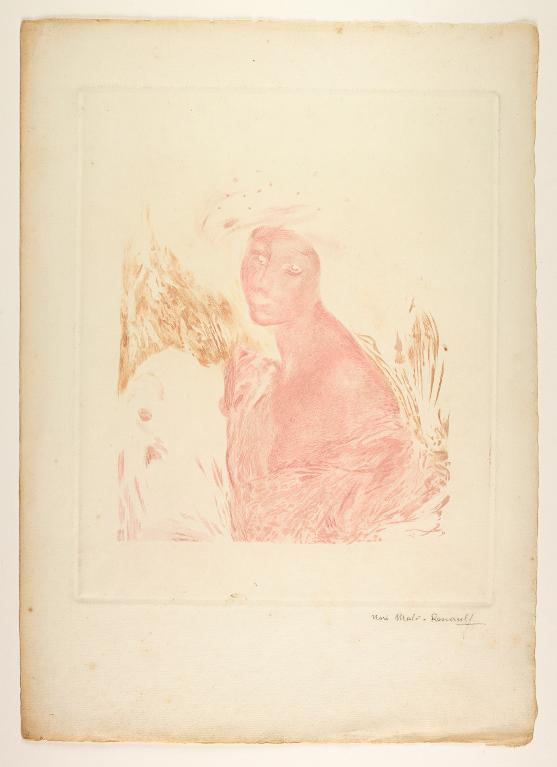
un rose
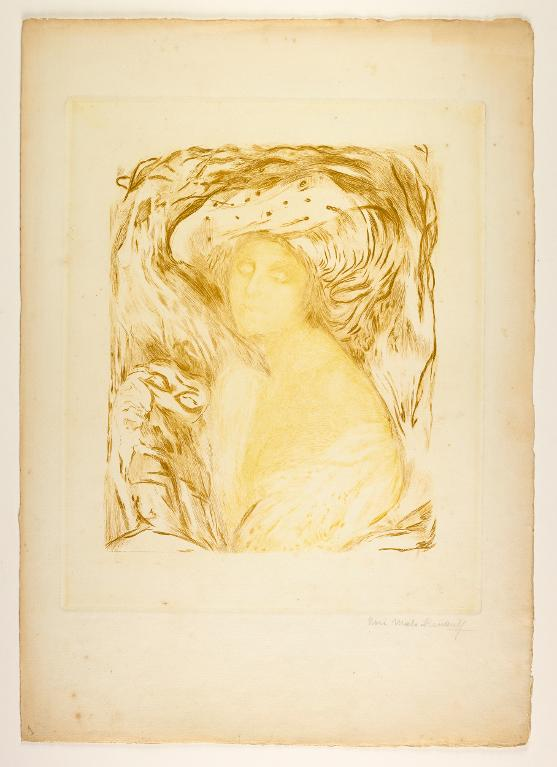
un jaune
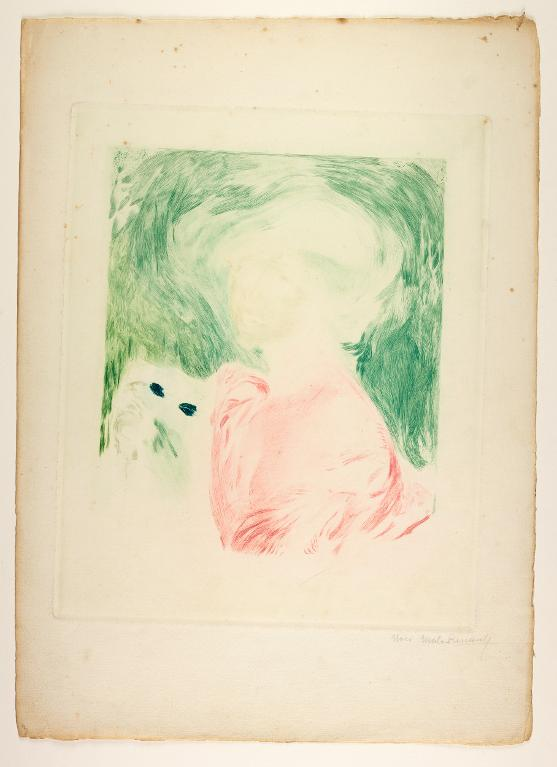
du vert + rose
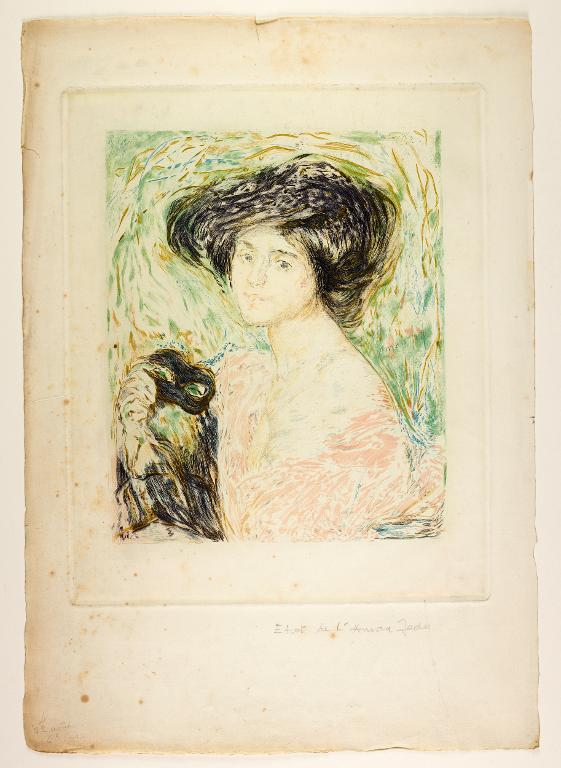
noir, vert et rose
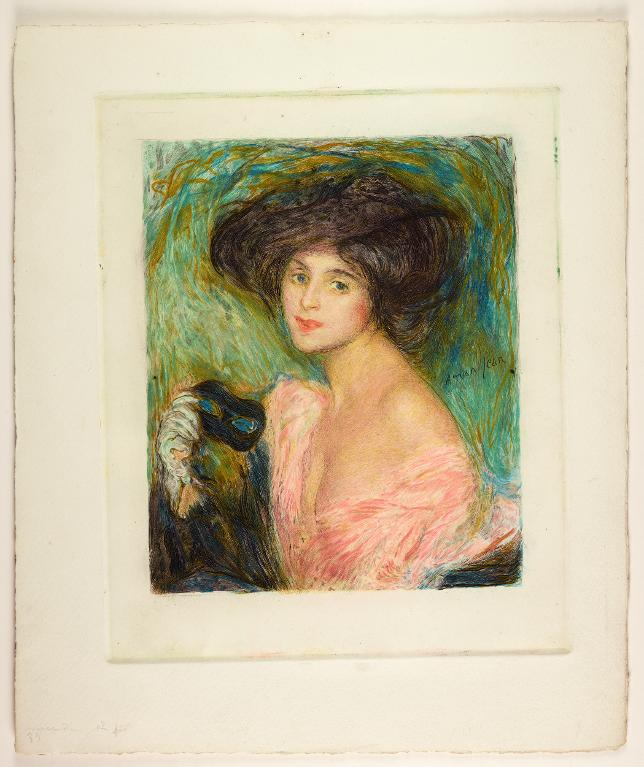
Estampe en couleur

## Chromolithographie
Ce procédé n’est pas une invention nouvelle en soi, mais un ensemble de perfectionnements de la lithographie, apportés par Godefroy Engelmann, et également d’autres lithographes, au cours du XIXe siècle. La base repose sur l’impression successive de couleurs différentes, qui nécessite un repérage précis pour éviter que l’image ne soit brouillée. Pour cela, le papier n’a plus besoin d’être humidifié avant impression, comme c’est le cas en lithographie traditionnelle. Les lourdes pierres sont progressivement remplacées par des plaques de zinc, et les presses perfectionnées permettent un repérage sans défaut, et de plus grands tirages. La chromolithographie continue à utiliser un grand nombre de couleurs en fonction de l’image à imprimer, mais le principe de la trichromie s’impose progressivement.

Première chromolithographie imprimée en trichromie par L. Prang, 1893.
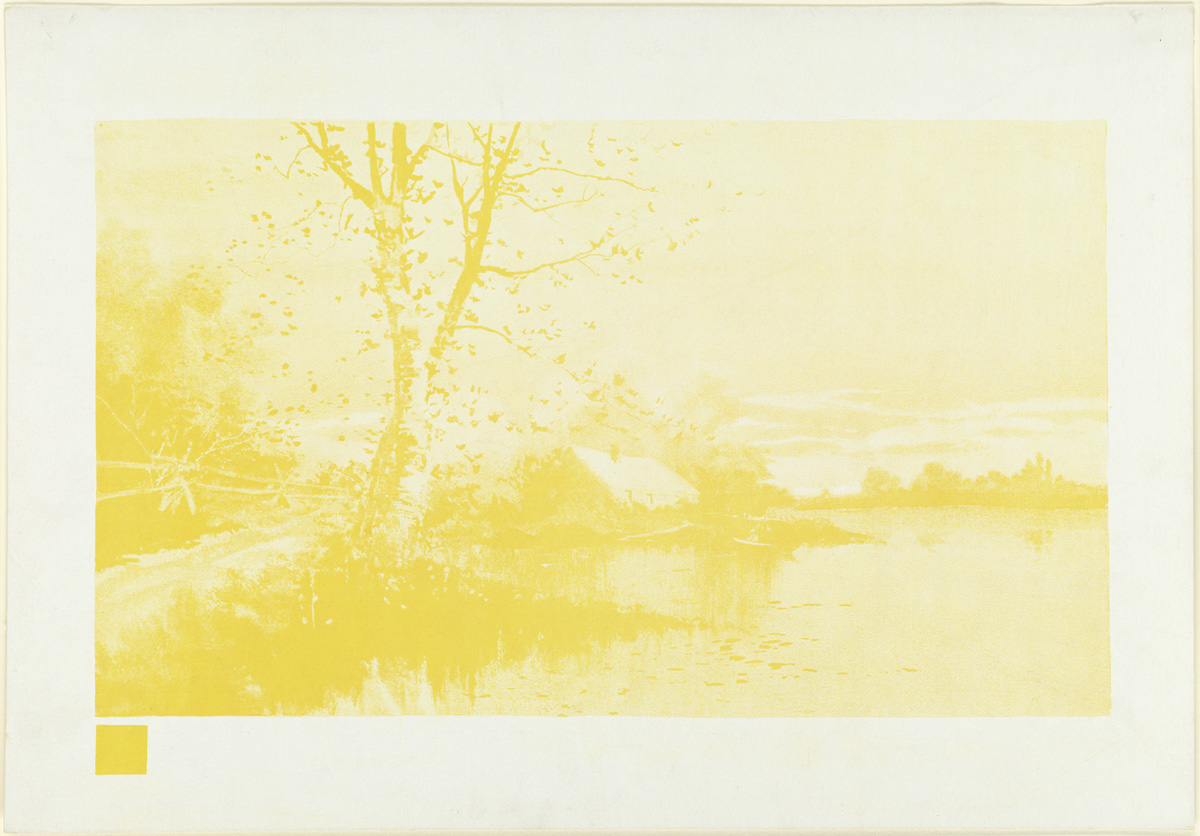
Jaune.
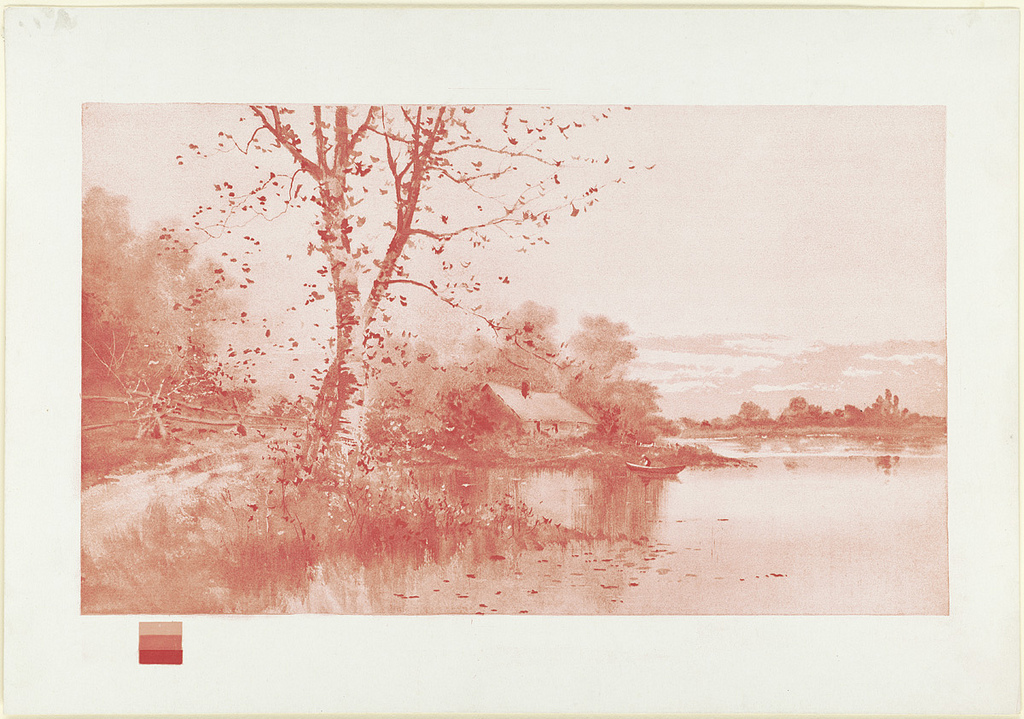
Rouge.
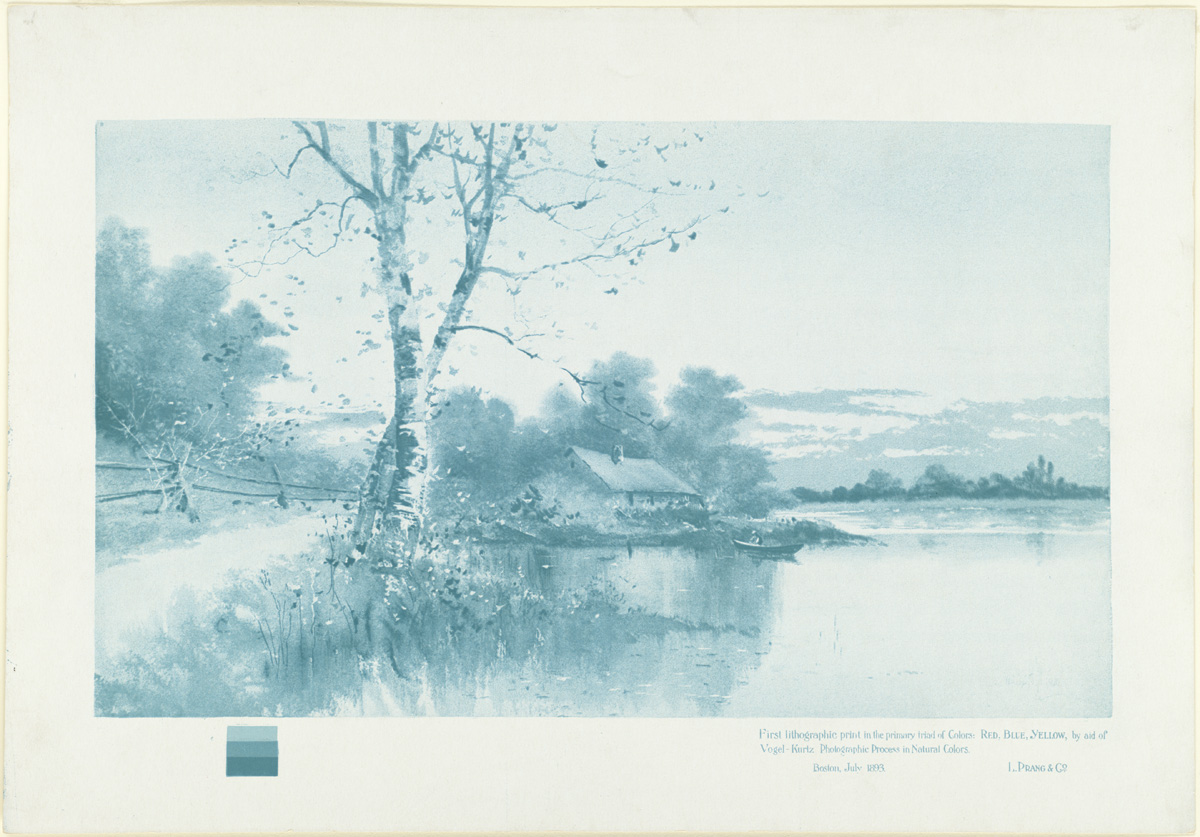
Bleu.
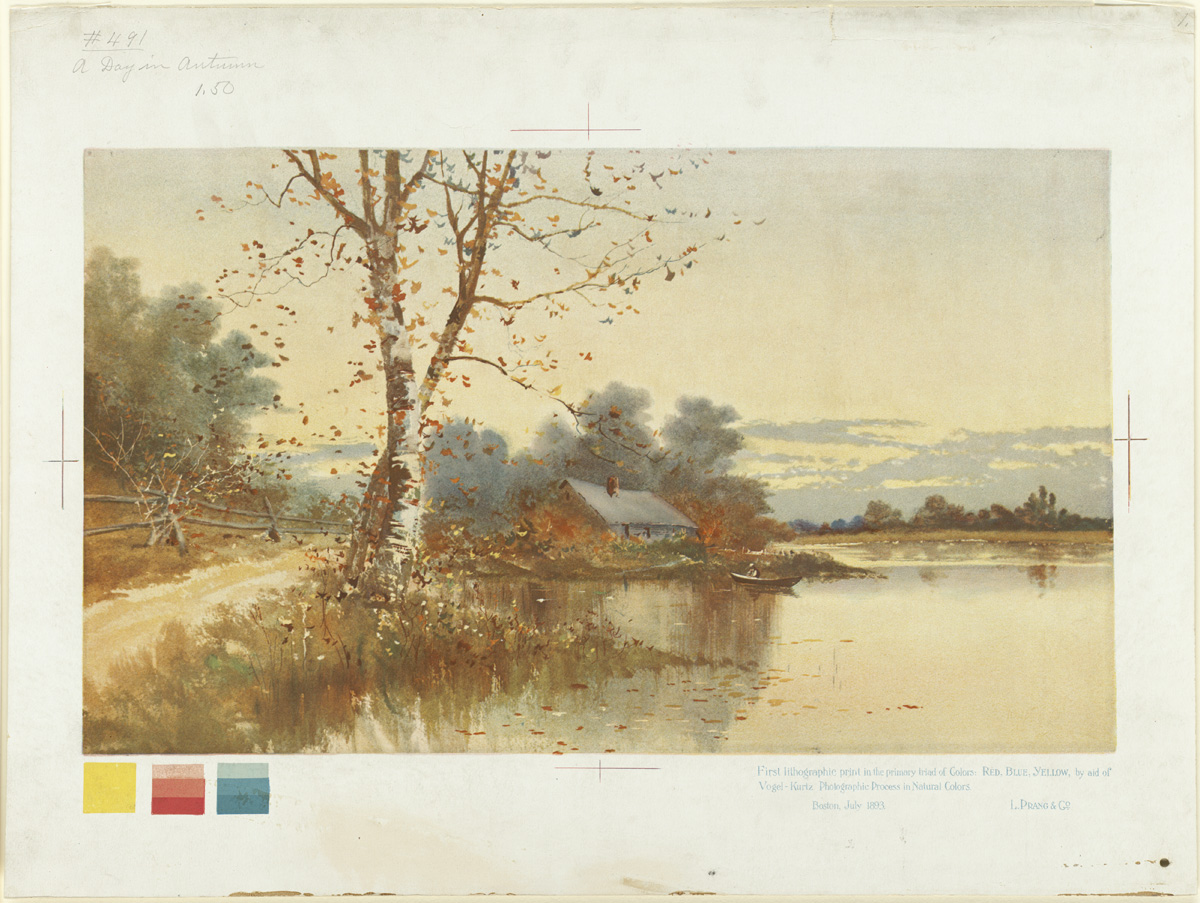
Résultat final, la lithographie avec les trois couleurs superposées.

## Similigravure

Exemples de teintes obtenues par superposition de trames. Chaque rangée comprend six cases. Les cinq premières sont agrandies, la sixième pas. Les quatre premières de gauche à droite montrent des textures agrandies : cyan, magenta, jaune et noir. La cinquième cases montre la superposition des quatre trames. Complètement à droite se trouve le résultat à taille réelle.